# Groupes spéciaux (Irak)
Les Groupes spéciaux est une désignation donnée par l'armée américaine aux groupes armés insurgés chiites opérant en Irak à partir de 2007 avec le soutien présumé de l'Iran (entraînés et armés par la Force Al-Qods) : il s'agit de la Brigade du Jour promis (en arabe : لواء اليوم الموعود Liwa al-Youm al-Mawud) dirigée par Moqtada al-Sadr, du Kataeb Hezbollah, et de l'Asaïb Ahl al-Haq de Qais al-Khazali (qui s'est rendu coupable de l'enlèvement de civils américains), qui ont fait scission de l'Armée du Mahdi à la suite de son démantèlement à la fin de 2008.

## Historique
- En octobre 2009, un affrontement militaire aurait eu lieu entre la Brigade du Jour promis et l'Asaïb Ahl al-Haq pour le contrôle de Sadr City, ville dans la banlieue est de Bagdad à majorité chiite, montrant les divisions entre les milices affiliées au mouvement sadriste[8].
- Le 21 juillet 2010, le général Raymond T. Odierno déclare que l'Iran soutient trois groupes chiites en Irak qui ont tous tenté d'attaquer les bases américaines : les responsables américains pensent que de ces trois groupes, la Brigade jour promis pose la plus grande menace à la sécurité à long terme de l'Irak, le plus important en termes d'effectif et qui reçoit le soutien plus actif de la part de l'Iran[réf. souhaitée].
- Le 11 septembre 2011, Moqtada al-Sadr décrète l'arrêt des attaques contre les Américains jusqu'à leur retrait à la fin de l'année[9] (opération New Dawn)

Depuis 2013, ces groupes seraient par ailleurs impliqués dans la guerre civile syrienne aux côtés du Hezbollah et du gouvernement de Bachar el-Assad dans la lutte contre l'organisation de l'État islamique,,.